# Hieracium transiens
Hieracium transiens là một loài thực vật có hoa trong họ Cúc. Loài này được (Freyn) Freyn mô tả khoa học đầu tiên năm 1894.